# 司各特·奥台尔
司各特·奥台尔（1898年5月23日—1989年10月15日）是美國儿童文学作家。他毕生创作了近30部小说，其中大部分是历史小说。最为著名作品是《蓝色的海豚岛》和《黑珍珠》。
1972年荣获国际安徒生作家奖。

## 名字
奥台尔的本名是“奥台尔·加百利·斯科特”（O'Dell Gabriel Scott）。在他最早期的一份作品中，排字工人错将作者名字拼成“司各特·奥台尔”（Scott O'Dell）。奥台尔没有生气，反而非常喜欢这个新名字，从此就成了一直沿用的笔名。
在中文出版物中，作者的中文译名并未统一。这些译名有：司各特·奥台尔、斯科特·奥德尔、斯·奥台尔、司·奥台尔等。

## 生平
奥台尔出生于洛杉矶終端島。从1919年至1925年间，他先后在西方學院、威斯康星大学麦迪逊分校、和罗马大学上过课。在成为一名专职作家之前，他曾做过摄影师和技术总监，《洛杉磯時報》的专栏作家，以及《洛杉矶每日新闻》的书评编辑。1934年出版了他的第一部小说《西班牙的女人》。二战期间在美國陸軍航空軍服役。
1960年，他发表了自己的第一部儿童小说《蓝色的海豚岛》。这部作品非常畅销，获得了纽伯瑞奖等一系列奖项，1964年被搬上银幕。在成名后，他几乎每年出版一部作品。其中《国王的五分之一》、《黑珍珠》、《月下歌声》等作品获得了纽伯瑞荣誉奖（银奖）。1972年，他荣获国际安徒生作家奖。
1984年，他创立了以自己名字命名的“司各特·奥台尔历史小说奖”，设有5,000美元的奖金。
1989年10月15日因前列腺癌在纽约州的一家医院逝世。